# Berlusconi ti odio
Berlusconi ti odio è un saggio di politica edito da Mondadori e pubblicato nel 2005 da Luca d'Alessandro (ex collaboratore de Il Giornale e di Libero, dal 2011 membro della Camera dei deputati), in cui egli, come scritto nelle note di copertina, «ha raccolto una selezione degli insulti rivolti a Berlusconi, presi dall'archivio delle note diramate dall'agenzia ANSA e divisi per "insultatore", in ordine alfabetico».
Sulla copertina di tale libro è presente il sottotitolo "le offese della Sinistra al Premier pubblicate dall'agenzia ANSA". L'uso del termine Premier non è casuale, in quanto l'autore ha deciso (come espressamente dichiarato a pag. 35, nell'Introduzione) di «limitare la ricerca agli anni compresi tra la vittoria elettorale del 13 maggio 2001 e i giorni più recenti» (prima della pubblicazione del libro, s'intende), periodo durante il quale Berlusconi era, appunto, Presidente del Consiglio e presiedeva il suo secondo governo.

## Quarta di copertina
Il retro della copertina fornisce un campione delle dichiarazioni pubblicate nel libro: dittatorello, immorale, irresponsabile, rozzo, pagliaccio, intollerante, impudente, incapace, antidemocratico, portasfiga, volgare, folle, vigliacco, estremista, [...]

## Gli autori delle frasi
I molti altri aggettivi contenuti nel libro sono raccolti per autore.
In totale, fra coloro che ricoprono cariche pubbliche, esponenti del giornalismo e studiosi, gli autori sono 89, esposti in ordine alfabetico:
Gavino Angius, Alberto Asor Rosa, Giovanni Berlinguer, Fausto Bertinotti, Rosy Bindi, Stefano Boco, Angelo Bonelli, Francesco Bonito, Willer Bordon, Enrico Boselli, Massimo Brutti, Gloria Buffo, Mauro Bulgarelli, Alberto Burgio, Guido Calvi, Enzo Carra, Pierluigi Castagnetti, Paolo Cento, Vannino Chiti, Sergio Cofferati, Armando Cossutta, Massimo D'Alema, Nando dalla Chiesa, Franco Danieli, Elettra Deiana, Ida Maria Dentamaro, Nunzio D'Erme, Oliviero Diliberto, Antonio Di Pietro, Eugenio Duca, Umberto Eco, Antonello Falomi, Giuseppe Fanfani, Piero Fassino, Giuseppe Fioroni, Paolo Flores d'Arcais, Dario Fo, Pietro Folena, Grazia Francescato, Dario Franceschini, Giovanni Galloni, Luigi Giacco, Roberto Giachetti, Paul Ginsborg, Franco Giordano, Giuseppe Giulietti, Michele Lauria, Carlo Leoni, Renzo Lusetti, Pierluigi Mantini, Giovanna Melandri, Marco Minniti, Franco Monaco, Nanni Moretti, Gianfranco Morgando, Fabrizio Mori, Fabio Mussi, Alfio Nicotra, Achille Occhetto, Federico Orlando, Gianfranco Pagliarulo, Francesco "Pancho" Pardi, Arturo Parisi, Stefano Passigli, Alfonso Pecoraro Scanio, Roberto Pinza, Giuliano Pisapia, Rino Piscitello, Romano Prodi, Ermete Realacci, Marco Rizzo, Giovanni Russo Spena, Francesco Rutelli, Michele Santoro, Giovanni Sartori, Oscar Luigi Scalfaro, Pino Sgobio, Antonio Soda, Tommaso Sodano, Paolo Sylos Labini, Antonio Tabucchi, Marco Travaglio, Tiziano Treu, Sauro Turroni, Nichi Vendola, Roberto Villetti, Luciano Violante, Vincenzo Visco, Roberto Zaccaria.

## Edizioni
- Luca d'Alessandro, Berlusconi ti odio, Arnoldo Mondadori Editore, 2005,  p. 304, ISBN 88-04-54961-0.